# 十二章國徽
十二章國徽为1913年2月至1928年间中華民國北洋政府時期的中國國徽，又称“嘉禾国徽”。圖案基於中國古代禮服的十二章花紋，設計者為魯迅、錢稻孫和許壽裳。袁世凱建立的中華帝國亦沿襲作為國徽。

## 设计
国徽的设计中结合了西方纹章的布局及传统的十二章图案：
中心
- 嘉禾：一种双穗禾，为古代吉祥的象征。国徽上的设计来源于汉代《五瑞图》石刻上的图案。
- 干：嘉禾之后的盾形。
- 黼：斧形的图案，象征决断。
- 粉米：斧形表面点缀有白色的米粒，象征农业的供养。
- 山：斧形下方的緞帶组成的篆书文字，象征穩重、鎮定。[2]
- 日：中心上方红白相间的图案。
- 黻：下方緞帶間的亞形图案，象征辨別、明察、背惡向善。

左侧
- 华虫：雉雞，象征有文彩。
- 藻：华虫嘴中衔藻，象征潔淨。
- 星辰：华虫头上戴有星辰。
- 宗彝：华虫所持的古代祭祀用的酒器，象征供奉、孝養。

右侧
- 龙：象征神異、變幻。
- 月：龙角背后的图案。
- 火：龙身的火焰，象征明亮。
- 宗彝：龙所持的古代祭祀用的酒器，象征供奉、孝養。

## 歷史
- 1912年（民國元年）8月，时在中華民國教育部就任的魯迅、錢稻孫、許壽裳三人受命绘制国徽图案，并于8月28日完成。钱稻孙绘图，由鲁迅执笔说明，于1913年2月发表[3]。

- 1913年（民國二年）2月《教育部編纂處月刊》第一卷第一冊載有《致國務院國徽擬圖說明書》，文中說明國徽採用了十二章，並附有國徽圖。還在附註中說，原圖經國務院提意見，已經照改過。文章未署名，但與《魯迅日記》記載相符，應認定為魯迅等人之作。《魯迅博物館保管目錄》今發現有「袁世凱時期國徽圖案鉛模一件」，是十二章國徽圖案，鉛質，明文。

## 使用
十二章國徽圖錢幣 

北洋政府大元帅旗使用的十二章图案，與十二章國徽相似，但其實是大總統所佩大勳章的圖案。大勳章本是清朝皇帝所佩的大寶章，制定於1911年；推行未久，清朝滅亡，民國沿用之，改名為大勳章，由大總統佩戴，設計幾乎沒有改變。

1. 民國3年（1914年），袁大總統側面像「壹圓」紀念幣。[6]
2. 民國12年（1923年），鑄造「壹圓」銀幣，「壹圓」二字有大、小字兩種；同年還鑄造了「壹圓」金幣，也分大、小字兩種。
3. 民國15年（1926年），直隸省長褚玉璞鑄銀輔幣「壹角」和「貳角」兩種
4. 民國15年（1926年），山東軍務督辦張宗昌試鑄金幣「拾圓」和「貳拾圓」兩種。
5. 民國16年（1927年），奉系張作霖鑄紀念銀幣「壹圓」一種。